# Finnoo
Finnoo auparavant Suomenoja est une  subdivision du quartier de Kaitaa à Espoo en Finlande

## Présentation
Située en bordure de la Länsiväylä, Finnoo accueillera des logements pour 17 000 habitants et 1 800 nouveaux emplois dans les années 2020. 
Le territoire a vocation à être un pionnier du développement urbain durable. 
Les choix en matière de construction et de circulation sont dirigés vers des formes à faibles émissions et durables. 
La construction de logements a commencé au printemps 2020 . 
Pour l'essentiel, la zone devrait être achevée d'ici les années 2030.
Des immeubles d'appartements sont construits dans quatre zones différentes : le centre, Djupsundsbäcken et Finnoonsatama, et la partie nord de Finnoonkartano. 
Plusieurs écoles et jardins d'enfants sont aussi en cours de construction dans la région.

## Transports
La station station Finnoo du métro située au centre de Finno a ouvert ses portes le 3 décembre 2022.
Avec la construction de la nouvelle zone résidentielle, de nombreuses nouvelles routes et des ponts seront construits à Finno.

## Galerie

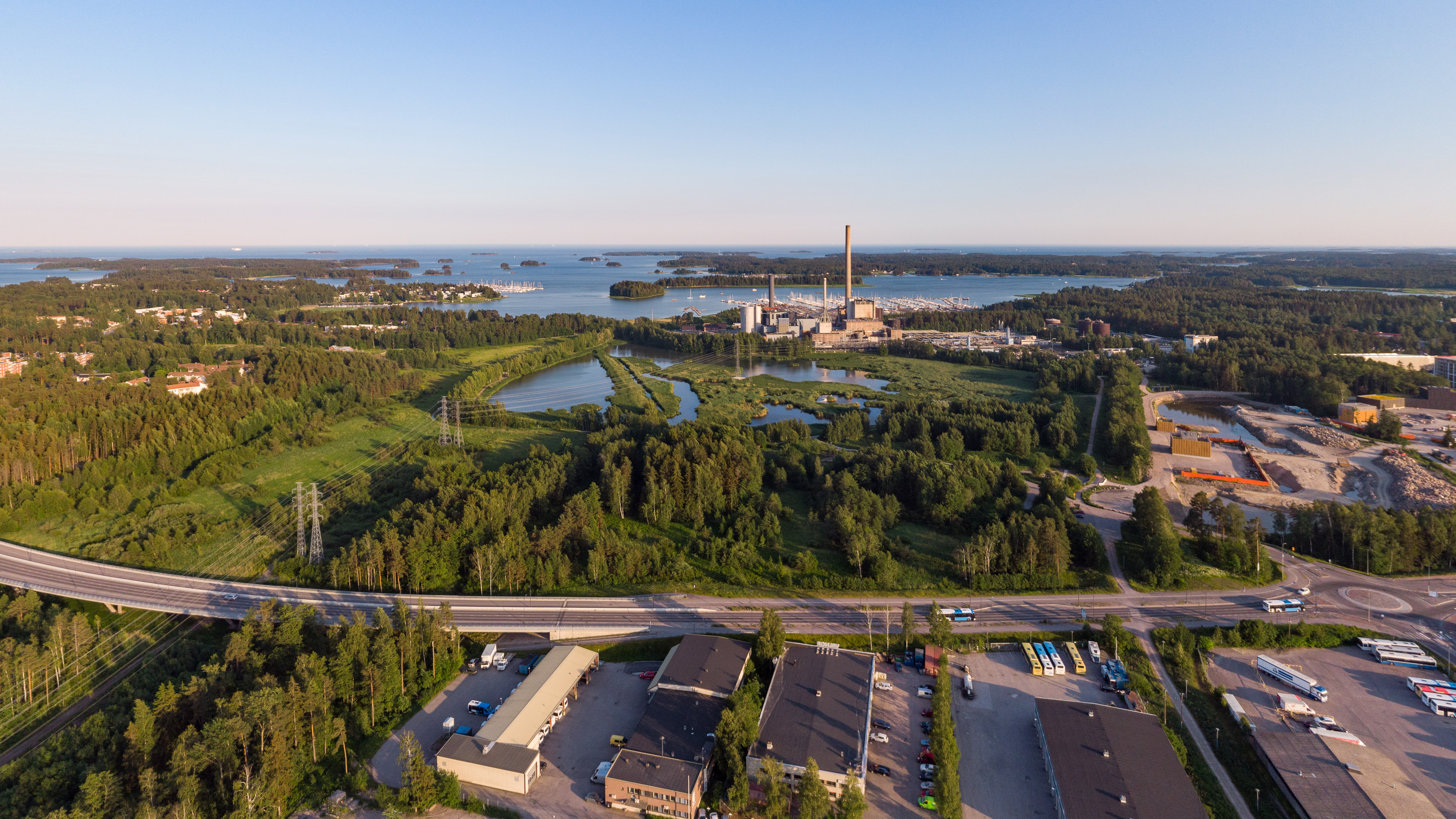
La centrale électrique de Finnoo.
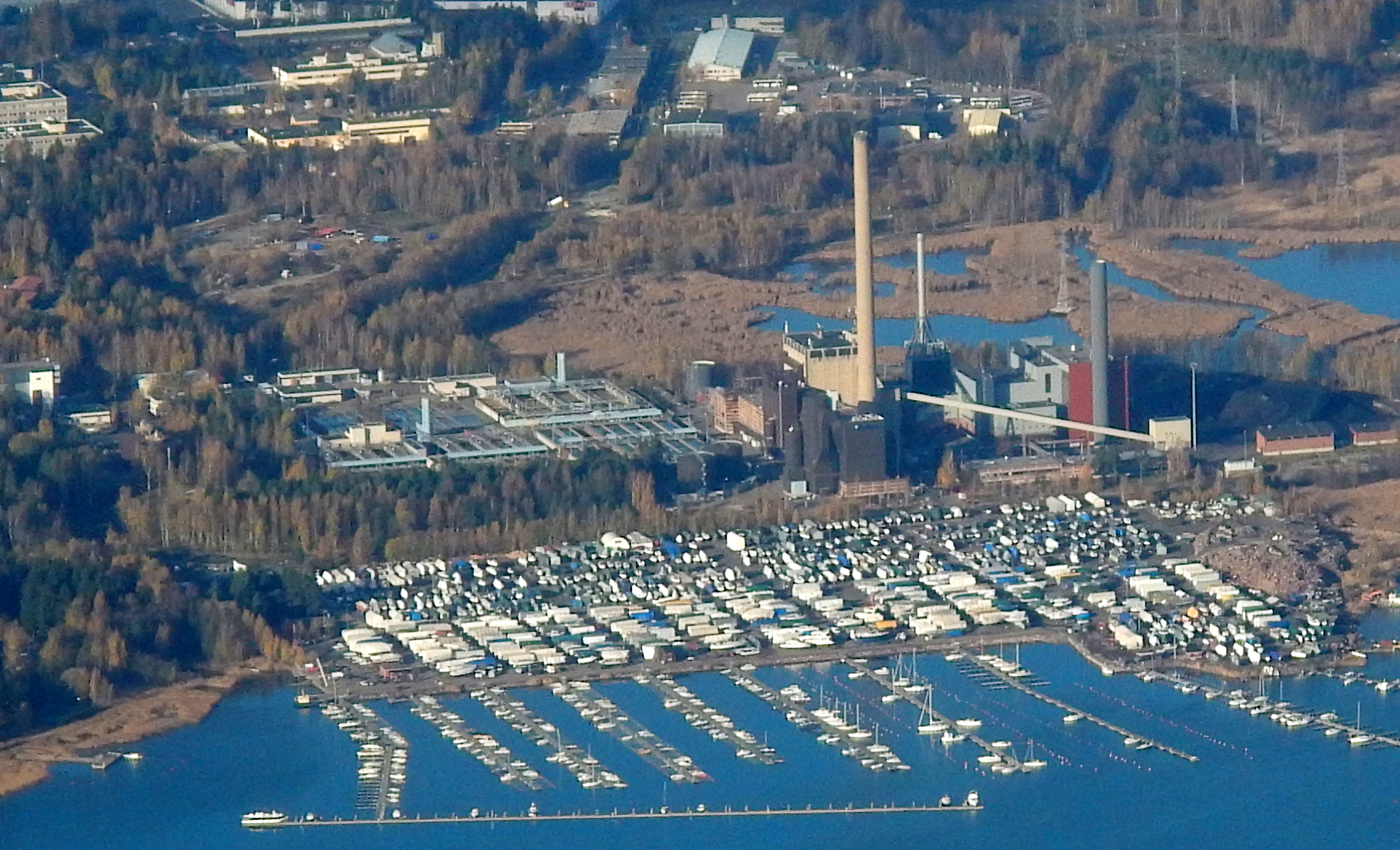
Port et centrale de Suomenoja.
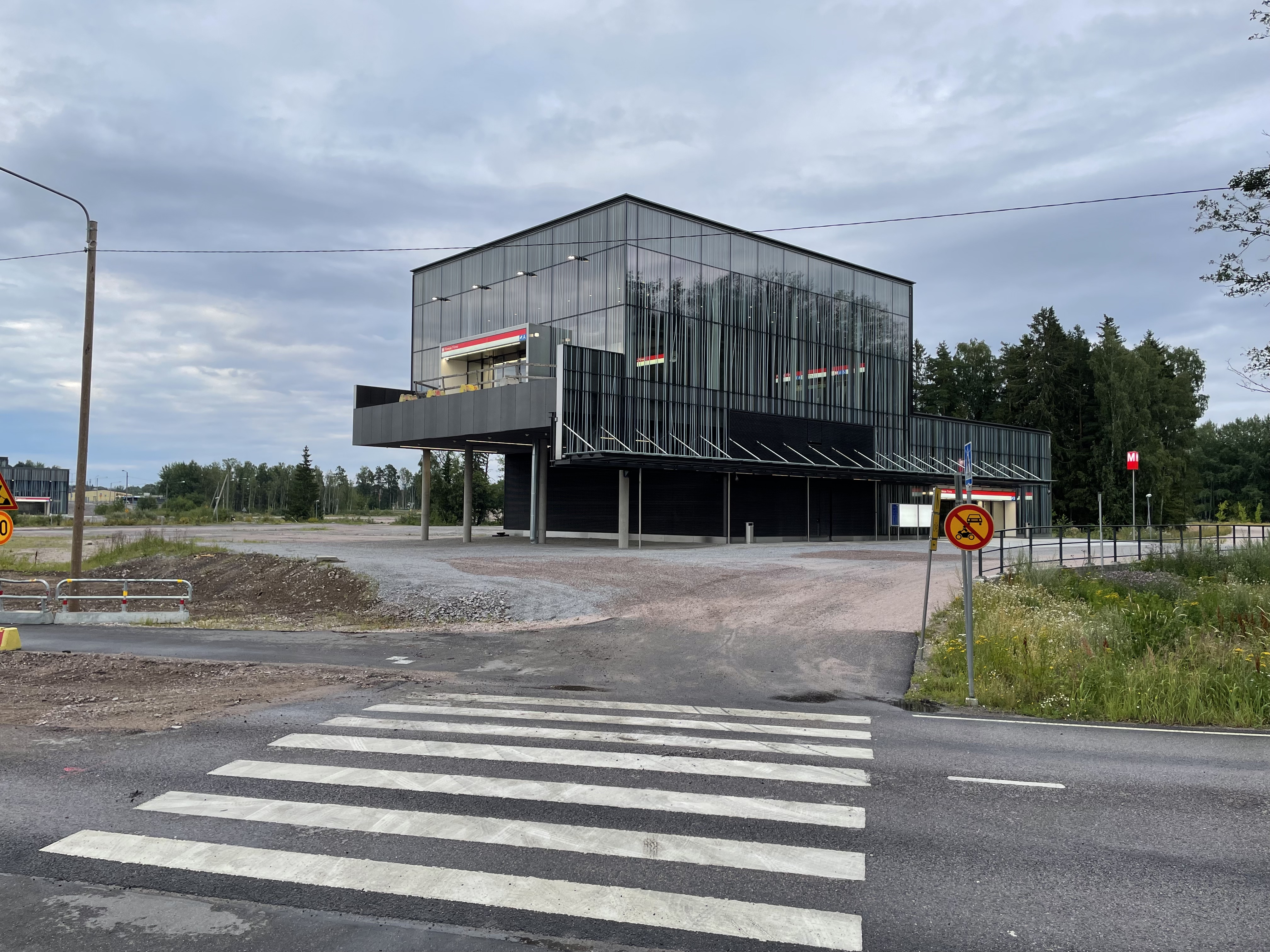
Station de métro Finnoo.